# باشگاه فوتبال آ.اس. پلیس باماکو
باشگاه فوتبال آ.اس. پلیس باماکو (به انگلیسی: AS Police) یک باشگاه فوتبال مالیایی مستقر در باماکو است. این باشگاه در لیگ برتر مالی، بالاترین سطح فوتبال مالی، بازی می‌کند.